# Yūsuke Morozumi
Yūsuke Morozumi (jap. 両角 友佑, Morozumi Yūsuke; * 16. Januar 1985 in Karuizawa) ist ein japanischer Curler. Er spielt auf der Position des Skip. Sein Bruder ist der Curler Kōsuke Morozumi.
Moruzumis größter Erfolg auf internationaler Ebene ist der Gewinn der Goldmedaille bei der Pazifik-Asienmeisterschaft 2016 mit der japanischen Mannschaft. Im Finale besiegte das Team die chinesische Mannschaft um Liu Rui. Zuvor hat er bereits sechsmal die Silbermedaille bei diesem Wettbewerb gewonnen. Bei der Pazifik-Asienmeisterschaft 2017 konnte er den Titel nicht erfolgreich verteidigen, da Japan im Halbfinale gegen Südkorea (Skip: Kim Chang-min) verlor. Im Spiel um Platz drei schlugen die Japaner Australien (Skip: Hugh Millikin) mit 11:4.
Das beste Ergebnis bei der Curling-Weltmeisterschaft erzielte Morozumi 2016, als er mit der japanischen Mannschaft Vierter wurde. 
Morozumi vertrat mit seinem Team (Third: Tetsurō Shimizu, Second: Tsuyoshi Yamaguchi, Lead: Kōsuke Morozumi, Alternate: Kōsuke Hirata) Japan bei den Olympischen Winterspielen 2018. Es war das erste Mal seit 20 Jahren, dass sich eine japanische Männer-Mannschaft für die Olympischen Spiele im Curling qualifizieren konnte. In Pyeongchang kam er mit der japanischen Mannschaft nach vier Siegen und fünf Niederlagen in der Round Robin auf den achten Platz.